# СКБ «Турбина»
АО СКБ «Турбина» — предприятие оборонно-промышленного комплекса России, разработчик и производитель малогабаритных газотурбинных двигателей (ГТД) и многофункциональных газотурбинных энергоагрегатов (ГТА) мощностью до 45 кВт. По своей специализации является единственным в России и ближнем зарубежье.
В 2013 году число работников предприятия превышало 1000 человек.
С 2004 года включено в интегрированную структуру ОАО «НПО „Электромашина“».

## Продукция
Основной продукцией предприятия являются серийно выпускаемые энергоагрегаты:
- газотурбинный энергоагрегат ГТА-18А — предназначен для использования в качестве вспомогательной силовой установки для обеспечения электропитания объекта постоянным током[4];
- агрегат питания АП-18Д — предназначен для обеспечения электропитания постоянным током[5].

## История
Работы по созданию газотурбинных двигателей на Челябинском тракторном заводе (ЧТЗ) в 1962 году начал специально созданный для этих целей конструкторский отдел «6». В 1970 году он был объединён с Челябинским филиалом московского института ВНИИ транспортного машиностроения Миноборонпрома, в результате чего было образовано специальное конструкторское бюро (СКБ) «Турбина». Задачами СКБ стали НИОКР по газотурбинным двигателям специальной наземной техники, в первую очередь — для разрабатывавшегося тогда танка Т-72.
С 1970 по 1985 годы работниками СКБ было подано 349 заявок на изобретения и получено 173 авторских свидетельств. В 1984 году на предприятии организован серийный выпуск агрегата питания АП-18Д, а с 1989 — газотурбинного энергоагрегата ГТА-18А, которые и в 2018 году остаются основной продукцией предприятия. В 1994 году СКБ получило задание на разработка многофункционального энергоагрегата АПК-40ТМ для комплекса Искандер-Э, другим направлением работ в сотрудничестве с ЧТЗ стала разработка газотурбинного двигателя В-92 для танка Т-90С.
В 2003 году открылось новое направления работ в интересах производителей систем ПВО.
Накопленный опыт военных разработок предприятие реализует в разработках для гражданского сектора.

## Руководители
- 2003—2012 — Владимир Семенович Коробченко, генеральный директор — главный конструктор[10];
- 2012—2019[нет в источнике] — Алексей Владимирович Адаев, генеральный директор[11].
- 2019 — Эдуард Георгиевич Баженов, генеральный директор[источник не указан 1804 дня].

## Санкции
23 февраля 2024 года предприятие было внесено в санкционный список стран Евросоюза так оно разрабатывает «энергетические решения, которые используются другими предприятиями военно-промышленного комплекса России для выполнения государственного оборонного заказа», в частности «предприятие производит газовые турбины для гаубиц Мста-С, которые используют Вооружённые силы РФ в агрессивной войне против Украины». Ранее, по аналогичному основанию, предприятие попало под санкции США, Украины, Швейцарии и Новой Зеландии